# Stazione di Brugaio
La stazione di Brugaio è stata una stazione ferroviaria della ferrovia Biasca-Acquarossa, chiusa il 29 settembre 1973. Era a servizio del Comune di Brugaio.

## Strutture e impianti
Era costituita da un piccolo fabbricato viaggiatori e un binario per la circolazione dei treni. Ad oggi non rimane nessuna traccia, il binario è stato smantellato e la stazione è stata demolita per l'attuale strada statale.